# 시이바시 히로시
시이바시 히로시 (椎橋寛, Shiibashi Hiroshi, 1980년 6월 6일 출생)는 일본의 만화가로, 애니메이션 시리즈로 각색된 만화 "누라리횬의 손자"로 유명하다.그는 아라키 히로히코의 만화 시리즈 '스틸 볼 런'에서 어시스턴트로 일했다. 닛케이 엔터테인먼트가 선정한 2010년 이후 가장 성공한 만화가 순위에서 10위에 올랐다.